# Karol Angielski
Karol Angielski (Kielce, 20 marzo 1996) è un calciatore polacco, attaccante dell'AEK Larnaca.

## Carriera

### Club
Cresciuto nel settore giovanile del Korona Kielce, ha esordito in prima squadra il 3 marzo 2013 disputando l'incontro di Ekstraklasa pareggiato 1-1 contro lo Śląsk Breslavia.

### Nazionale
Ha militato nelle nazionali giovanili polacche Under-18, Under-19 ed Under-20.

## Statistiche

### Presenze e reti nei club
Statistiche aggiornate al 22 dicembre 2021.
| Stagione              | Squadra               | Campionato            | Campionato | Campionato | Coppe nazionali | Coppe nazionali | Coppe nazionali | Coppe continentali | Coppe continentali | Coppe continentali | Altre coppe | Altre coppe | Altre coppe | Totale | Totale |
| Stagione              | Squadra               | Comp                  | Pres       | Reti       | Comp            | Pres            | Reti            | Comp               | Pres               | Reti               | Comp        | Pres        | Reti        | Pres   | Reti   |
| --------------------- | --------------------- | --------------------- | ---------- | ---------- | --------------- | --------------- | --------------- | ------------------ | ------------------ | ------------------ | ----------- | ----------- | ----------- | ------ | ------ |
| 2012-2013             | Korona Kielce         | EK                    | 5          | 0          | CP              | 0               | 0               |                    | -                  | -                  |             | -           | -           | 5      | 0      |
| 2013-2014             | Korona Kielce         | EK                    | 3          | 0          | CP              | 0               | 0               |                    | -                  | -                  |             | -           | -           | 3      | 0      |
| Totale Korona Kielce  | Totale Korona Kielce  | Totale Korona Kielce  | 8          | 0          |                 | 0               | 0               |                    | -                  | -                  |             | -           | -           | 8      | 0      |
| 2014-2015             | Śląsk Breslavia       | EK                    | 8          | 0          | CP              | 0               | 0               |                    | -                  | -                  |             | -           | -           | 8      | 0      |
| 2015-feb. 2016        | Piast Gliwice         | EK                    | 4          | 0          | CP              | 1               | 0               |                    | -                  | -                  |             | -           | -           | 5      | 0      |
| feb.-giu. 2016        | Zawisza Bydgoszcz     | 1L                    | 13         | 2          | CP              | 1               | 0               |                    | -                  | -                  |             | -           | -           | 14     | 2      |
| 2016-2017             | Olimpia Grudziądz     | 1L                    | 29         | 14         | CP              | 0               | 0               |                    | -                  | -                  |             | -           | -           | 29     | 14     |
| 2017-2018             | Piast Gliwice         | EK                    | 24         | 2          | CP              | 1               | 0               |                    | -                  | -                  |             | -           | -           | 25     | 2      |
| Totale Piast Gliwice  | Totale Piast Gliwice  | Totale Piast Gliwice  | 28         | 2          |                 | 2               | 0               |                    | -                  | -                  |             | -           | -           | 30     | 2      |
| 2018-2019             | Wisła Płock           | EK                    | 17         | 2          | CP              | 3               | 2               |                    | -                  | -                  |             | -           | -           | 20     | 4      |
| 2019-2020             | Wisła Płock           | EK                    | 8          | 0          | CP              | 1               | 0               |                    | -                  | -                  |             | -           | -           | 9      | 0      |
| Totale Wisła Płock    | Totale Wisła Płock    | Totale Wisła Płock    | 25         | 2          |                 | 4               | 2               |                    | -                  | -                  |             | -           | -           | 29     | 4      |
| 2020-2021             | Radomiak Radom        | 1L                    | 30         | 13         | CP              | 2               | 0               |                    | -                  | -                  |             | -           | -           | 32     | 13     |
| 2021-2022             | Radomiak Radom        | EK                    | 19         | 9          | CP              | 1               | 0               |                    | -                  | -                  |             | -           | -           | 20     | 9      |
| Totale Radomiak Radom | Totale Radomiak Radom | Totale Radomiak Radom | 49         | 22         |                 | 3               | 0               |                    | -                  | -                  |             | -           | -           | 52     | 22     |
| Totale carriera       | Totale carriera       | Totale carriera       | 160        | 42         |                 | 10              | 2               |                    | -                  | -                  |             | -           | -           | 170    | 44     |

## Palmarès

### Club

#### Competizioni nazionali
- Campionato polacco di seconda divisione: 1

Radomiak Radom: 2020-2021
- Coppa di Cipro: 1

AEK Larnaca: 2024-2025